# Uroconger
Uroconger és un gènere de peixos marins pertanyent a la família dels còngrids i a l'ordre dels anguil·liformes.

## Etimologia
Uroconger prové del mot grec oura (cua) i de la paraula llatina conger (congre).

## Distribució geogràfica
Es troba a l'Atlàntic occidental (des del golf de Mèxic fins a Surinam, incloent-hi els Estats Units i Mèxic), l'Atlàntic oriental (el corrent de Guinea, Benín, Gàmbia, Ghana, Guinea, Togo, Sierra Leone, Guinea Bissau, Libèria, Nigèria, el Camerun, Guinea Equatorial, la Costa d'Ivori i Pointe-Noire a la República del Congo) i la conca Indo-Pacífica (des de la mar Roja, Somàlia, Tanzània, Moçambic i KwaZulu-Natal -Sud-àfrica- fins a les illes Hawaii i el Japó, incloent-hi la mar d'Aràbia, el Pakistan, Tailàndia, el Vietnam, les illes Filipines -incloent-hi el golf de Lingayen-, Indonèsia, Papua Nova Guinea, Austràlia, el mar de la Xina Meridional, la mar de la Xina Oriental, el mar Groc, la Xina -com ara, Hong Kong-, Taiwan i Corea del Sud).

## Cladograma
| Uroconger (Kaup, 1856) | \| \| Uroconger drachi (Blache & Bauchot, 1976)[49] \| \| \| \| \| \| Uroconger erythraeus (Castle, 1982)[50] \| \| \| \| \| \| Uroconger lepturus (Richardson, 1845)[51] \| \| \| \| \| \| Uroconger syringinus (Ginsburg, 1854)[52][53] \| \| \| \| |
|                        | \| \| Uroconger drachi (Blache & Bauchot, 1976)[49] \| \| \| \| \| \| Uroconger erythraeus (Castle, 1982)[50] \| \| \| \| \| \| Uroconger lepturus (Richardson, 1845)[51] \| \| \| \| \| \| Uroconger syringinus (Ginsburg, 1854)[52][53] \| \| \| \| |
|                        | Acromycter (Smith & Kanazawa, 1977) |
|                        | |
|                        | Bassanago (Whitley, 1948) |
|                        | |
|                        | Bathycongrus (Ogilby, 1898) |
|                        | |
|                        | Bathyuroconger (Fowler, 1934) |
|                        | |
|                        | Blachea (Karrer & Smith, 1980) |
|                        | |
|                        | Castleichthys (Smith, 2004) |
|                        | |
|                        | Conger (Bosc, 1817) |
|                        | |
|                        | Congrhynchus (Fowler, 1934) |
|                        | |
|                        | Congriscus (Jordan & Hubbs, 1925) |
|                        | |
|                        | Congrosoma (Garman, 1899) |
|                        | |
|                        | Diploconger (Kotthaus, 1968) |
|                        | |
|                        | Gnathophis (Kaup, 1860) |
|                        | |
|                        | Japonoconger (Asano, 1958) |
|                        | |
|                        | Kenyaconger (Smith & Karmóvskaia, 2003) |
|                        | |
|                        | Lumiconger (Castle & Paxton, 1984) |
|                        | |
|                        | Macrocephenchelys (Fowler, 1934) |
|                        | |
|                        | Poeciloconger (Günther, 1872) |
|                        | |
|                        | Promyllantor (Alcock, 1890) |
|                        | |
|                        | Pseudophichthys (Roule, 1915) |
|                        | |
|                        | Rhynchoconger (Jordan & Hubbs, 1925) |
|                        | |
|                        | Scalanago (Whitley, 1935) |
|                        | |
|                        | Xenomystax (Gilbert, 1891) |
|                        | |
|                        | Uroconger drachi (Blache & Bauchot, 1976) |
|                        | |
|                        | Uroconger erythraeus (Castle, 1982) |
|                        | |
|                        | Uroconger lepturus (Richardson, 1845) |
|                        | |
|                        | Uroconger syringinus (Ginsburg, 1854) |
|                        | |

|  | Uroconger drachi (Blache & Bauchot, 1976) |
|  |                                           |
|  | Uroconger erythraeus (Castle, 1982)       |
|  |                                           |
|  | Uroconger lepturus (Richardson, 1845)     |
|  |                                           |
|  | Uroconger syringinus (Ginsburg, 1854)     |
|  |                                           |